# Giulio Visconti Borromeo Arese

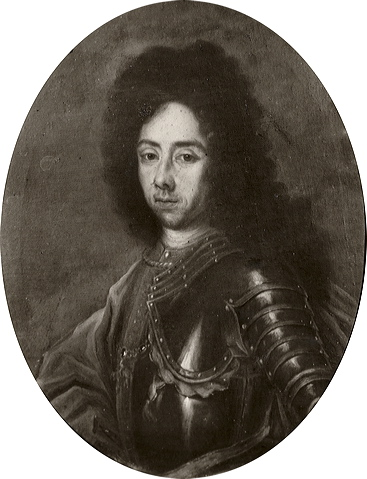
Giulio Visconti Borromeo Arese

Giulio Visconti Borromeo Arese, Graf von Pieve di Brebbia (* 1664; † 1750) war ein in Diensten der Habsburgermonarchie stehender Diplomat. Von 1726 bis 1732 leitete er die Verwaltung der Österreichischen Niederlande. Von 1733 bis zum Ende der habsburgischen Herrschaft im Jahr 1734 war er Vizekönig des Königreichs Neapel.

## Leben
Giulio wuchs zusammen mit zwei älteren Brüdern als Kind des Grafen Fabio Visconti und der Margharita, geb. Arese, auf. Die Familie, ein Seitenzweig des sich auf Karl den Großen zurückführenden Adelsgeschlechtes der Visconti, starb mit ihm im Mannesstamme aus, da aus seiner 1721 geschlossenen Ehe mit Teresa, geb. Cusani, nur eine Tochter Maria Elisabetta entspross. Diese heiratete des kaiserlichen Feldzeugmeister Marchese Anton Litta.

## Wirken
Nach dem Ende des Spanischen Erbfolgekrieges trat er in die Dienste der Habsburger, der neuen Herren seiner Heimat im Herzogtum Mailand. Von diesen wurde er 1726 zum Bevollmächtigten Minister und damit zum obersten Verwaltungsbeamten unter der Statthalterschaft der Erzherzogin Maria Elisabeth ernannt. In dieser Zeit wurde er auch mit diplomatischen Missionen nach London betraut. Entsprechend der damaligen Tradition war nach außen allein die Statthalterin für die Geschichtsschreibung wichtig, so dass eine Darstellung des Anteiles Viscontis an der Regierung nicht möglich ist. Seine Beförderung in die eigenständige Stellung in Neapel kann aber als Hinweis auf die Zufriedenheit des Hofes in Wien gedeutet werden. Seine tatsächliche Amtszeit dort dauerte allerdings nur bis 1734, als die österreichischen Truppen und die Verwaltung infolge der Niederlage bei Bitonto das Land räumen mussten. Bereits 1711 wurde er Geheimer Rat und 1717 wurde er zum Feldmarschall-Lieutenant ernannt. Seine Position als Ober-Kriegskommissar in Italien gab er mit kaiserlicher Genehmigung an seine Schwiegersohn Litta ab. Am 27. Dezember 1721 wurde er Ritter des Ordens vom Goldenen Vlies, am 9. November 1723 wird er zum Feldzeugmeister befördert.
Als 1724 Prinzessin Elisabeth zur Verwalterin der Österreichischen Niederlande ernannt wird, wird Visconti ihr Oberst-Hofmeister und Premierminister. 1732 wird er durch Harrach abgelöst und kommt nach Neapel. Schon bald musste er dort wegen des Polnischen Thronfolgekrieges vor den Spaniern fliehen. Während die Familien in den Kirchenstaat floh, ging Visconti nach Wien, wo er 1736 bis 1738 Oberst-Hofmeister der Kaiserin war.
In einem Erlass Kaiser Karls VI. vom 18. Juni 1738 wird er als Grande von Spanien, Geheimer Staatsrat, General der Artillerie und Obersthofmeister der Kaiserin beschrieben.